# Pátá vláda Viktora Orbána
Pátá vláda Viktora Orbána, maďarsky ötödik Orbán-kormány, je současný vládní kabinet Maďarska, který vznikl po parlamentních volbách 2022 pod vedením Viktora Orbána (Fidesz). Jmenována byla maďarskou prezidentkou Katalin Novákovou dne 24. května 2022.

## Složení vlády
| Portfej, úřad | Člen vlády       | Člen vlády                  | Subjekt | Subjekt   | Období ve funkci                    | Období ve funkci   |
| Portfej, úřad | Člen vlády       | Člen vlády                  | Subjekt | Subjekt   | nástup                              | odchod             |
| --- | ---------------- | --------------------------- | ------- | --------- | ----------------------------------- | ------------------ |
| Předseda vlády | Viktor Orbán     | Viktor Orbán                |         | Fidesz    | 24. května 2022 (29. května 2010)   |                    |
| 1. místopředseda vlády Ministr bez portfeje pro národní politiku, menšinovou politiku, církve a církevní diplomacii | Zsolt Semjén     | Zsolt Semjén                |         | KDNP      | 24. května 2022 (1. června 2010)    |                    |
| Vedoucí ministr Úřadu předsedy vlády                                                                                | Gergely Gulyás   | Gergely Gulyás              |         | Fidesz    | 24. května 2022 (18. května 2018)   |                    |
| Vedoucí ministr Kabinetní kanceláře předsedy vlády                                                                  | Antal Rogán      | Antal Rogán                 |         | Fidesz    | 24. května 2022 (17. října 2015)    |                    |
| Ministr zahraničí a zahraničních věcí                                                                               | Péter Szijjártó  | Péter Szijjártó             |         | Fidesz    | 24. května 2022 (23. září 2014)     |                    |
| Ministr vnitra | Sándor Pintér    | Sándor Pintér               |         | nestraník | 24. května 2022 (29. května 2010)   |                    |
| Ministr(yně) spravedlnosti                                                                                          | Judit Vargová    | Judit Vargová               |         | Fidesz    | 24. května 2022 (11. července 2019) | 31. července 2023  |
| Ministr(yně) spravedlnosti                                                                                          |                  | Bence Tuzson                |         | Fidesz    | 1. srpna 2023                       |                    |
| Ministr pro záležitosti Evropské unie (Od 1. srpna 2023)                                                            |                  | János Bóka                  |         | nestraník | 1. srpna 2023                       |                    |
| Ministr financí | Mihály Varga     | Mihály Varga                |         | Fidesz    | 24. května 2022 (7. března 2013)    |                    |
| Ministr kultury a inovací                                                                                           |                  | János Csák                  |         | nestraník | 24. května 2022                     | 30. června 2024    |
| Ministr kultury a inovací                                                                                           |                  | Balázs Hankó                |         | nestraník | 1. července 2024                    |                    |
| Ministr pro energetiku (Od 1. prosince 2022)                                                                        |                  | Csaba Lantos                |         | nestraník | 1. prosince 2022                    |                    |
| Ministr technologií a průmyslu (Do 13. listopadu 2022)                                                              | László Palkovics | László Palkovics            |         | nestraník | 24. května 2022                     | 13. listopadu 2022 |
| Ministr zemědělství                                                                                                 | István Nagy      | István Nagy                 |         | Fidesz    | 24. května 2022 (18. května 2018)   |                    |
| Ministr obrany |                  | Kristóf Szalay-Bobrovniczky |         | nestraník | 24. května 2022                     |                    |
| Ministr dopravy a výstavby (Do 30. listopadu 2022 jako ministr výstavby a obchodu)                                  | János Lázár      | János Lázár                 |         | Fidesz    | 24. května 2022                     |                    |
| Ministr národního hospodářství (Do 31. prosince 2023 jako ministr pro hospodářský rozvoj)                           | Márton Nagy      | Márton Nagy                 |         | nestraník | 24. května 2022                     |                    |
| Ministr pro veřejnou správu a místní rozvoj (Do 31. prosince 2023 jako ministr bez portfeje pro místní rozvoj)      | Tibor Navracsics | Tibor Navracsics            |         | KDNP      | 24. května 2022                     |                    |